# 小行星9042
小行星9042是一颗围绕太阳公转的小行星。1991年3月11日，亨利·德波鸿诺在拉西拉天文台发现了此天体。
这颗小行星的绝对星等为181.3067363505176等。